# Ferenc Puskás
Ferenc Puskás, madžarski nogometaš, * 2. april 1927, Budimpešta, † 17. november 2006, Budimpešta.
Puskás je kariero začel v madžarskem klubu Honvéd. Po neuspeli protikomunistični vstaji je zapustil domovino in leta 1958 zaigral za Real Madrid. Z Realom je osvojil šest španskih prvenstev in trikrat Pokal državnih prvakov. Ena najbolj znamenitih zmag je bila v Glasgowu, kjer je Real s 7:3 premagali frankfurtski Eintracht. Puskás je takrat dosegel štiri gole. V svoji karieri je skupno odigral 529 prvenstvenih tekem, na katerih je dosegel kar 514 golov.
Puskás je za madžarsko reprezentanco odigral 85 mednarodnih tekem, na katerih je dosegel 84 golov. Za reprezentanco je nastopil tudi na svetovnih prvenstvih 1954 in 1962. Bil je vodja tako imenovanih »magičnih Madžarov«, reprezentance, ki je leta 1952 zmagala na Olimpijskih igrah v Helsinkih, leto pozneje pa so kot prvo tuje moštvo na Wembleyju premagali angleško reprezentanco s 6:3.